# Cejlonski makak
Cejlonski makak (Macaca sinica) je vrsta primatov iz rodu makakov v družini Cercopithecidae. Je rdečkasto rjave barve in je endemičen za Šrilanko (nekdaj imenovano Cejlon), kjer je znan kot rilewa ali rilawa (singalsko රිළවා). Ime dolguje krošnji las na glavi, ki je podobna tesno povezanemu indijskemu klobuku.

## Opis
S telesno višino od 40 do 55 cm in težo največ 8,4 kg je najstarejša šrilanška opica. Njen kratek kožuh je na vrhu sivo rjav in belkast na dnu. Na vrhu glave ima dva rjava ali črna lasna čopa, ki sta usmerjeni navzdol in se delita po sredini. Gol obraz je rjave barve, rep je dolg ali daljši od telesa. S starostjo, obraz samic postane rahlo rožnat, vidna v subsp. sinica.

## Življenje
Cejlonski makaki so dnevni gozdni prebivalci, ki naseljujejo deževne in gorske gozdove do višine 2200 m. Del dneva preživijo na tleh, vendar se večinoma vrnejo na drevesa spat.
Živijo v približno 30 do 40-glavih skupinah, ki jih sestavlja približno dvakrat več samic kot samcev. Znotraj samcev obstaja stroga hierarhija, ki je izražena v vrstnem redu za iskanje hrane in negovanje. Medtem ko samice ostanejo v skupini, v kateri so se rodile, morajo samci  zapustiti svojo skupino po spolni zrelosti. Včasih se povezujejo z drugimi v čiste skupine samcev. So ozemeljske živali, ki pogosto branijo več sto hektarov ozemlja od drugih skupin.
Ti primati se krmijo predvsem s sadjem, semeni, žuželkami in travami.

## Taksonomija
Tri prepoznane podvrste makakov so:
- Macaca sinica sinica – makak suhe cone
- Macaca sinica aurifrons – makak mokre cone, svetel spredaj
- Macaca sinica opisthomelas – visokogorski makak

M.s. opisthomelas je podoben subsp. aurifrons, vendar ima dolgo krzno in kontrastno zlato barvo.
Tri podvrste se lahko identificirajo z usmeritvijo njihovih različnih vzorcev las.

## Razširjenost
M.s. sinica – najdemo jo vasi Vavuniya v Mannarju, do nižin Anuradhapure, Polonnaruwe, Puttalame in Kurunegala vzdolž sušne cone Monaragala in okrožja iz Hambantota.
M.s. aurifrone lahko najdemo simpatično s subsp. Sinica znotraj vmesnih regij države, kot je npr. Kegalle, del Kurunegala. Prav tako jih najdemo v jugozahodnih predelih otoka, vključno z okrožjem Galle in Matara, blizu Kalu Gange.
M.s. opisthomelas je nedavno opredeljena kot ločena podvrsta. To je mogoče najti v celotni jugozahodni regiji osrednjega gričevja (obrobljen z mestom Ratnapura) in Nuwara Eliya. Ogleda se jih okoli botaničnega vrta Hakgala in v drugih hladnih podnebnih gorskih gozdnih sestojih. 

## Socialna struktura
Družbeni status je zelo strukturiran, prevladuje hierarhija med samci in samicami. Samice spreminjajo število znotraj tropa. Skupino lahko sestavlja od 8 do 40 osebkov. Kadar jih je preveč, nastanejo socialne napetosti in agresija, kar omogoča posameznikom, da pobegnejo iz tropa. To je izjemno pri odraslih in podrejenih odraslih, kjer lahko trop v glavnem sestavljajo samice. Novo imenovan alfa samec kaže tudi agresivnost proti samicam, kar ima za posledico beg. Opažajo tudi, da obstajajo hudi boji med posamezniki istega tropa in nekateri dobijo težke rane po licih, očeh in včasih zlomljeno roko.

## Razmnoževanje
Ko je godna, samičin presredek postane rdečkast in nabrekne. Ta sprememba je znak za samce, da je pripravljena sodelovati. Presledek med rojstvi traja povprečno 18 mesecev. Po 5-6 mesecih gestacijskega obdobja samica makaka rodi enega samega potomca. Potomci se držijo svoje matere približno 2 meseca. V tem času se naučijo preživetja in socialnih veščin, ki so ključnega pomena za preživetje. Otroci se rodijo v socialne razrede, ki temeljijo na položaju njihovih mater v tropu. Mladi samci so prisiljeni zapustiti svoj trop, ko so stari okoli 6-8 let. S tem se prepreči razmnoževanje in zagotavlja, da sedanji alfa samec ohranja svoj položaj v tropu. Odhod je edini način, kako samec lahko spremeni svoj družbeni položaj. Če ima dobre socialne spretnosti in je močan, lahko postane alfa samec. En alfa samec lahko oče vseh potomcev tropu.
Rojstvo se redko pojavi čez dan ali na tleh. Med porodom se samica izolira iz skupine (približno 100 m). Mati stoji med rojstvom in si pomaga z rokami. Mladič je običajno rojen 2 minuti po začetku. Takoj po rojstvu se lahko oglasi; pomembno je, da mati in mladič prepoznata glasove drug drugega. Oglašanje se bo uporabljalo za opozarjanje mame o neposredni nevarnosti in lahko pomaga pri iskanju, če se ločita. Po rojstvu mati mladiča čisti in ga usmeri proti svojim prsim. Hrani ga v 20 minutah po porodu. Mama tudi poje del posteljice, ker vsebuje potrebne beljakovine. Alfa samica v skupini uveljavlja svojo moč da vzame del posteljice zase za pojest. 

## Prehrana
Jedo rumene šope cvetov indijskega nagnoja (Cassia fistula). Jejo vse dobre stvari, ki uporablja človek in jih najdejo po plantažah, ananas, riževa zrna, papaje in mango. Tudi v naravnem bivališču je veliko hrane, makaki uživajo v hrani dobljeni z malo truda v človeških stanovanjih. Občasno jih vidijo okrog hiš ob gozdnem robu, kjer napadajo vse sadne rastline in se ponoči vrnejo v gozdni pokrov. Ti makaki se praktično ne bojijo ljudi in njihovih spremljevalcev - psov.
Vrečke v ustih omogočajo makakom shranjevanje hrane, medtem ko hitro jedo. V suhi coni je znano, da jedo jagode podrasti grma Zizyphus (vrsta žižole), zrelo sadje figovca (Ficus) in vrsto Cordia (vrsta borage). Občasno jedo številne majhne živali, od majhnih žuželk do sesalcev, kot so indijska palmova veverica (Funambulus palmarum) in miš Vandeleuria oleracea. 

## Plenilci
Divje mačke (leopardi in ribiška tigrasta mačka) in indijski skalni piton (Python molurus) so glavni plenilci te vrste.

## Življenjska doba
Življenjska doba makakov v naravi je približno enaka kot v ujetništvu, do 35 let. Pričakovana življenjska doba v naravi je nizka zaradi visoke stopnje umrljivosti mladičev. Obstaja tudi precejšnja smrtnost med mladostniki, ko se izločijo, da bi se pridružili različnim tropom. Ko makaki dosežejo spolno zrelost, bodo verjetno živeli do starosti. (Fooden, 1979; Michael in Crook, 1973). 

## Zaščita
IUCN ima cejlonskega makaka na seznamu ogroženih zaradi uničenja habitatov in lovljenja ter tudi za uporabo kot ljubljenčke. Vse tri podvrste so popolnoma ogrožene v njihovih naravnih habitatih. Z nekaj ostanki gozdov za preživetje, se zapletajo da preživetje v bližini človeških prebivališč, kar povzroča resne težave obema stranema. Zaradi pustošenja prehranjevalnih rastlin ljudje vedno poskrbijo za previdnostne ukrepe, da bi se izognili njihovemu vstopu na obdelana polja. Ljudje jih streljajo, lovijo in zastrupljajo.
Obe subsp. aurifrons in sinica držijo kot hišna ljubljenčka različni staroselci za gospodarske namene. Veliko jih je uporabljala tako vojska Šrilanke kot tudi LTTE za svoje strelske vaje v nedavni preteklosti, zdaj pa je prepovedana.

## Prisotnost protiteles
Za eksperiment so bili vzeti vzorci seruma posameznih makakov v Polonnaruwi, preizkušeni na protitelesa proti Toxoplasma gondii z modificiranim testom aglutinacije. Ni bilo dokazov materinega prenosa protiteles ali prirojene toksoplazmoze. Noben okuženi makak ni umrl v 1 letu po vzorčenju. Infekcija Toxoplasma gondii je bila tesno povezana s človeškimi okolji, kjer so bile domače mačke pogoste. Čeprav je bila okužba s T. gondii ugotovljena pri več vrstah azijskih primatov, je to prvo poročilo o protitelesih T. gondii v cejlonskem makaku.

## Nosilci mrzlice denga
Ni jasno, če nehuman primat služi tudi kot shramba virusov človeške denge pod določenimi pogoji. V skladu s študijo nekaterih biologov je bila izvedena presečna serološka raziskava, ki je opisovala vzorec prenosa nedavno opredeljenega virusa denga med makaki na Šrilanki. Rezultati so pokazali, da je bil med mačkami aktiven virus epizootske denge. Med oktobrom 1986 in februarjem 1987 je potekala samo ena epizootija, v kateri je bilo virusu izpostavljenih 94% makakov v študijskem kraju 3 km2. Epizootija je bila zelo osredotočena v naravo, saj makaki, ki živijo 5 km od študijske populacije, niso bili izpostavljeni virusu. Prenos virusov denga med makaki v naravi ima lahko pomembne posledice za javno zdravje. 